# Marion (Dakota del Sud)
Marion è un centro abitato (city) degli Stati Uniti d'America, situato nella contea di Turner nello Stato del Dakota del Sud. La popolazione era di 784 persone al censimento del 2010.

## Storia
Marion venne progettata nel 1879, e prese questo nome in onore della figlia di un impiegato della ferrovia.

## Geografia fisica
Marion è situata a 43°25′24″N 97°15′36″W.
Secondo lo United States Census Bureau, ha un'area totale di 0,87 miglia quadrate (2,25 km²).

## Società

### Evoluzione demografica
Secondo il censimento del 2010, c'erano 784 persone.

### Etnie e minoranze straniere
Secondo il censimento del 2010, la composizione etnica della città era formata dal 97,2% di bianchi, lo 0,4% di afroamericani, l'1,1% di nativi americani, lo 0,1% di asiatici, lo 0,4% di altre razze, e lo 0,8% di due o più etnie. Ispanici o latinos di qualunque razza erano il 2,2% della popolazione.